# DeWitt Clinton Ramsey
L'amiral DeWitt Clinton Ramsey (2 octobre 1888 - 7 septembre 1961) est un officier de la marine américaine et un aviateur naval pionnier qui a servi comme commandant de porte-avions pendant la Seconde Guerre mondiale. Ses affectations d'après-guerre comptent le commandement de la flotte américaine du Pacifique et le service en tant que chef du Bureau de l'aéronautique au sein du département de la marine et en tant que vice-chef des opérations navales.

## Biographie
Ramsey nait le 2 octobre 1888 au Fort Whipple, à Prescott, en Arizona, de Frank DeWitt Ramsey et de Lillian Carlotta Zulick. Il est le petit-fils du gouverneur territorial de l'Arizona, C. Meyer Zulick. Après avoir obtenu son diplôme de l'US Naval Academy, Ramsey devient enseigne de vaisseau en juin 1912. Il se marie avec Juanita. En 1917, il obtient le diplôme d'aviateur naval. Pendant la Première Guerre mondiale, il est officier d'inspection pour les stations aéronavales des États-Unis en France et membre de la Commission d'armistice navale interalliée.
Pendant l'entre-deux-guerres, Ramsey sert comme aviateur naval sur divers états-majors et navires de la marine. Il intègre le bord du porte-avion USS Saratoga en 1938 et reste son officier exécutif jusqu'en 1939. Au cours de cette année, il dirige la division des plans du Bureau de l'aéronautique et, en 1941, en devint chef adjoint.
Pendant la Seconde Guerre mondiale, il commande le Saratoga au cours de la bataille de Guadalcanal dans les Îles Salomon.
Pour son utilisation habile de la puissance aérienne contre les forces navales japonaises dans les Îles Salomon, il reçoit la Navy Cross. Dans le Saratoga, il commande ensuite une force opérationnelle qui comprend un porte-avion britannique, le HMS Victorious.
Ramsey reçoit la Navy Distinguished Service Medal en tant que chef du Bureau de l'aéronautique de la Marine américaine du 6 août 1943 au 1er juin 1945 et une étoile d'or en tant que vice-chef des opérations navales du 15 janvier 1946 au 3 janvier 1948.
Après avoir commandé la flotte du Pacifique, il est haut-commissaire du Territoire sous tutelle des îles du Pacifique, jusqu'à sa retraite le 1er mai 1949.
L'amiral Ramsey meurt le 7 septembre 1961 à l'hôpital naval de Philadelphie à l'âge de 72 ans.